# La Serra de Baix (Lladurs)
La Serra de Baix és una masia del poble de La Llena que pertany administrativament al comú de Lladurs, a la comarca catalana del Solsonès.
Es troba a pocs metres de la masia de la Serra de Dalt.